# Reprezentacja Wysp Kanaryjskich w piłce nożnej mężczyzn
Reprezentacja Wysp Kanaryjskich w piłce nożnej rozegrała do tej pory jedynie cztery mecze międzynarodowe (dwa z Wenezuelą oraz po jednym z Łotwą i Serbią i Czarnogórą; wszystkie rozegrano na Wyspach Kanaryjskich).
Drużyna nie jest jednak członkiem żadnej federacji piłkarskiej (ani FIFA, ani UEFA, ani CAF), dlatego nie ma prawa uczestniczyć w eliminacjach do Mistrzostw Świata, Mistrzostw Europy czy Pucharu Narodów Afryki.

## Mecze międzynarodowe
| 08.10.1996 | Wyspy Kanaryjskie | Wyspy Kanaryjskie | 5 — 1 | Wenezuela    |
| 21.12.1999 | Wyspy Kanaryjskie | Wyspy Kanaryjskie | 2 — 2 | Serbia i Cz. |
| 22.12.1999 | Wyspy Kanaryjskie | Wyspy Kanaryjskie | 4 — 0 | Łotwa        |
| 17.05.2002 | Wyspy Kanaryjskie | Wyspy Kanaryjskie | 0 — 2 | Wenezuela    |